# 노인 냄새
노인 냄새는 노인에게서 나는 냄새다. 다른 많은 동물 종과 마찬가지로 인간의 냄새는 노화 과정을 통해 시작된 화학적 변화에 따라 뚜렷한 단계를 거친다.
한 연구에서는 노인의 냄새가 노화에 따른 인체 냄새 변화와 관련된 불포화 알데히드인 2-노넨알의 결과일 수 있다고 하였다.